# Ааней, Андреа
Андреа Ааней (рум. Andreea Aanei; род. 18 ноября 1993, Ботошани, Румыния) — румынская тяжелоатлетка, выступающая в категории свыше 87 кг. Участница Олимпийских игр 2016, бронзовая призёрка чемпионатов Европы (2014, 2015 и 2018).

## Биография
Андреа Ааней родилась 18 ноября 1993 года в городе Ботошани. Начала заниматься тяжёлой атлетикой в возрасте 14 лет в школе. В 2009 году в возрасте 16 лет приняла участие во взрослом чемпионате Европы в Бухаресте, где в категории свыше 75 кг заняла 10-е место с результатом 197 кг (рывок 91 кг, толчок 106 кг). Трёхкратная чемпионка Европы среди молодёжи (2011, 2012 и 2013).
На чемпионате Европы 2014 в Тель-Авиве завоевала бронзу, показав результат 249 кг. В том же году на чемпионате мира в Алма-Ате стала 15-й.
В 2016 году Андреа Ааней повторила своё высшее достижение на чемпионате Европы, став 3-й в категории свыше 75 кг. На Олимпийских играх 2016 в Рио-де-Жанейро с результатом 265 кг стала 8-й.
В 2018 году на домашнем чемпионате Европы в Бухаресте Андреа Ааней в третий раз стала бронзовым призёром соревнований, подняв итоговый вес 222 кг.
Выступает за клуб CS Olimpia (Бухарест).

## Спортивные результаты
| Год  | Соревнование     | Место проведения | Весовая категория | Рывок  | Толчок | Сумма двоеборья | Место |
| 2009 | Чемпионат Европы | Бухарест         | свыше 75 кг       | 91 кг  | 106 кг | 197 кг          | 10    |
| 2014 | Чемпионат Европы | Тель-Авив        | свыше 75 кг       | 111 кг | 138 кг | 249 кг          | 3     |
| 2014 | Чемпионат мира   | Алма-Ата         | свыше 75 кг       | 108 кг | 132 кг | 240 кг          | 15    |
| 2015 | Чемпионат Европы | Тбилиси          | свыше 75 кг       | 120 кг | 141 кг | 261 кг          | 3     |
| 2015 | Чемпионат мира   | Хьюстон          | свыше 75 кг       | 120 кг | 146 кг | 266 кг          | 9     |
| 2016 | Олимпийские игры | Рио-де-Жанейро   | свыше 75 кг       | 120 кг | 145 кг | 265 кг          | 8     |
| 2018 | Чемпионат Европы | Бухарест         | свыше 90 кг       | 102 кг | 120 кг | 222 кг          | 3     |